# Gangstar: West Coast Hustle
Gangstar: West Coast Hustle est un jeu vidéo de type GTA-like sorti en 2009 pour iOS, Android, webOS et développé par Gameloft. Sorti en août 2009, il s'agit du quatrième épisode de la série Gangstar.

## Accueil
- IGN : 7,9/10[1]

- Pocket Gamer : 4/5[2]